# 유영석
유영석(한국 한자: 劉永碩, 1965년 12월 12일~ )은 대한민국의 음악가, 싱어송라이터이며 대중음악 전문 심사위원이다.

## 생애
유영석은 1988년 푸른하늘 1집으로 데뷔, 1990년 첫 솔로앨범 《어두운 하늘 아래서》를 냈으며, 1993년 새로운 음악 프로젝트 "화이트"를 결성하여 《네모의 꿈》, 《그대도 나 같음을》, 《사랑 그대로의 사랑》 등을 히트시켰고, 1993년부터 1996년까지 KBS 라디오 《FM 인기가요》의 진행을 맡는 등 전성기를 구가했으며, 다른 가수들에게 곡을 주며 작곡자 겸 프로듀서로도 이름을 높여 만능 엔터테이너로 자리매김 하였다. 이후 그룹 화이트는 4집을 끝으로 활동을 접었고, 유영석은 1999년 "뱅크"의 정시로와 잠시 "화이트 뱅크"를 결성하여 앨범을 발매하였다. 2000년부터 1년간 SBS 라디오 《Music Site》를 진행하였으며, 2001년 실질적인 솔로 1집이라 할만한 《Falling In Love》를 발매하였으나, 성대결절로 5년간 잠시 활동을 하지 못하였다.
유영석은 2006년 "7년간의 사랑"이 포함된 《First Emotion》을 발표하였으며, 황금어장에도 출연하기도 하였다. 2007년에는 뮤지컬 러브 인 카푸치노의 음악감독을 맡았으며, 2009년에는 MBC 일요 연예오락 프로그램 일요일 일요일 밤에의 코너 중 하나인 오빠밴드를 통해 예능에도 본격적으로 뛰어들어 "유마에", "늙은 하늘", "점마에"라는 별명을 얻기도 하였다. 2010년 유영석은 음악 전문 프로그램 《더 뮤지트》의 MC와 KBS 해피FM 《밤을 잊은 그대에게》 DJ를 맡았고 2011년 KBS 2TV 밴드오디션 탑밴드 심사위원과 삼성 오디션 '슈퍼스타S'의 심사위원으로 활동했으며 또한 2012년 엠넷 보이스 코리아에서 코치 백지영과 짝을 이루는 전문심사위원으로 등장했다. 그리고 2011년에 이어 다시 한번 KBS 2TV 탑밴드2에서 심사위원 겸 코치로 활동하였다.
유영석은 2015년부터 MBC 《미스터리 음악쇼 복면가왕》에 패널로 출연하여 9년째 방송활동을 하고 있으며, '음악의 어머니'라는 별명을 얻기도 했다. 또 같은 기간 동안 CBS 라디오에서 팝 전문 프로그램인 《유영석의 팝콘》 라디오 DJ로 매일 오후 4시부터 6시까지 다양한 팝 음악을 들려주며 프로그램을 진행중이다. 

## 학력
- 서울청운초등학교 (졸업)
- 청운중학교 (졸업)
- 경기고등학교 (졸업) (84년)
- 아주대학교 공과대학 산업공학과 (졸업)
- 서울예술전문대학 실용음악과 전문학사 (졸업)

## 활동 이력
- 1988~1994 그룹 '푸른하늘' 멤버
- 1994~1998 그룹 '화이트' 멤버
- 2009 서울예술전문학교 실용음악학부 교수
- 2009 서울예술전문학교 실용음악학부 학부장
- 2009.11~ 디지털서울문화예술대학교 실용음악학과 교수

## 발표 음반
- 1988년 3월 13일 푸른하늘 1집 《겨울바다》
- 1989년 7월 10일 푸른하늘 2집 《눈물나는 날에는》
- 1990년 1월 10일 유영석 솔로앨범 《푸른하늘/유영석 Vol.1》
- 1990년 7월 10일 푸른하늘 3집 《우리모두 여기에》
- 1991년 5월 1일 푸른하늘 4집 《푸른하늘 IV》
- 1992년 4월 30일 유영석 솔로앨범 《유영석 소품집》
- 1992년 9월 2일 푸른하늘 5집 《BLUE SKY VOL.5》
- 1993년 8월 23일 푸른하늘 6집 《The Blue Sky》
- 1994년 2월 10일 푸른하늘 라이브앨범 《The Best Of Blue Sky Last Concert》
- 1994년 9월 4일 화이트 1집 《We Have an Ideal Taste of Enjoyment》
- 1995년 9월 1일 화이트 2집 《The Logic Feel》
- 1996년 12월 12일 화이트 3집 《Dream Come True》
- 1998년 3월 1일 화이트 4집 《Fly High》
- 1999년 5월 1일 화이트뱅크 《Rendezvous》
- 1999년 12월 7일 유영석 베스트앨범 《그때부터 지금까지》
- 2001년 6월 1일 유영석 솔로앨범 《Falling In Love》
- 2006년 2월 21일 유영석 솔로앨범 《First Emotion》

## 히트곡
- 1988년 겨울바다(푸른하늘 1집)
- 1989년 눈물나는 날에는(푸른하늘 2집)
- 1990년 우리 모두 여기에, 푸른 하늘(푸른하늘 3집)
- 1991년 꿈에서 본 거리(푸른하늘 4집)
- 1992년 자아도취(푸른하늘 5집)
- 1993년 오렌지 나라의 앨리스, 사랑 그대로의 사랑(푸른하늘 6집)
- 1994년 9월 W.H.I.T.E., 말할 걸 그랬지(화이트 1집), 램프의 요정을 따라서(화이트 1집)
- 1995년 그대도 나같음을, 7년간의 사랑(화이트 2집)
- 1996년 12월 22일 네모의 꿈(화이트 3집)
- 1998년 세상이 그대를 속일지라도(김장훈 4집)

## 그 외 활동

### 뮤지컬
- 2007년 러브 인 카푸치노(음악감독)

### 방송
- MBC - 《일요일 일요일 밤에》: 오빠밴드
- KBS1 - 《TV는 사랑을 싣고》 게스트
- KBS 2라디오 - 《밤을 잊은 그대에게》 DJ (2011.1.1. ~ 2013.10.27)
- CBS 표준FM - 《유영석의 팝콘》DJ (2015.09.14. ~ )
- MBC - 《미스터리 음악쇼 복면가왕》연예인 판정단

## 수상
- 2016년 MBC 방송연예대상 뮤직 & 토크쇼 부문 우수상 《미스터리 음악쇼 복면가왕》
- 2019년 MBC 방송연예대상 공로상 《미스터리 음악쇼 복면가왕》